# Покровское (Луганская область)
Покровское (укр. Покровське) — село, относится к Троицкому району Луганской области Украины.
Население по переписи 2001 года составляло 1968 человек. Почтовый индекс — 92135. Телефонный код — 6456. Занимает площадь 98,5 км². Код КОАТУУ — 4425484501.

## Местный совет
92135, Луганская обл., Троицкий р-н, с. Покровское, вул. Слобожанская, 67.